# Solinki
Solinki (prononciation : [sɔˈlʲiŋkʲi]) est un village polonais de la gmina de Konstantynów (Lublin) dans le powiat de Biała Podlaska de la voïvodie de Lublin dans l'est de la Pologne.
Il se situe à environ 6 kilomètres au sud de Konstantynów (siège de la gmina), 14 kilomètres au nord de Biała Podlaska (siège du powiat) et 108 kilomètres au nord de Lublin (capitale de la voïvodie).
Le village comptait approximativement une population de 100 habitants en 2006.

## Histoire
De 1975 à 1998, le village est attaché administrativement à la voïvodie de Biała Podlaska.

Depuis 1999, il fait partie de la voïvodie de Lublin.